# 休氏頭孔無鬚魮
休氏頭孔無鬚魮（学名：Poropuntius huguenini）是輻鰭魚綱鯉形目鯉科的其中一個種，分布於亞洲馬來西亞及印尼蘇門答臘島，體長可達46公分，棲息在中底層水域。